# اندیس آنومالی خان
آنومالی خان یک اندیس فلزی است که در حوالی شهر دیزج استان آذربایجان غربی قرار دارد و مادهٔ معدنی موجود در آن، طلا است. سنگ میزبان این اندیس گدازه‌های بالشتی بازالتی، شیل، سیلتستون، ماسه سنگ، کنگلومرا است  در این اندیس، پاراژنز‌های باریت، هماتیت، مگنتیت، لیمونیت و کرومیت یافت می‌شوند.